# Órgano de la Academia Calasancia de las Escuelas Pías de Barcelona
Órgano de la Academia Calasancia de las Escuela Pías de Barcelona (1891-1931) va ser una revista fundada a Barcelona el 1891 pel religiós i apologètic Eduardo Llanas. La revista era l'òrgan de comunicació de l'Acadèmia Calassància (1888-1930), una entitat cultural i educativa catòlica catalana, la qual també tenia a l'historiador de l'ordre dels Escolapis, Eduardo Llanas, com a director. Aquesta acadèmia va ser fundada el 1888 per Llanas juntament amb un grup d'antics alumnes dels Escolapis de Sant Antoni de Barcelona. La revista s'editava des de l'Escola Pia de Barcelona.
La primera publicació de la revista va ser el 7 de novembre de 1891. En néixer, la revista era editada amb periodicitat quinzenal; el primer i tercer dissabte de cada mes. A partir de 1910 i fins nou anys més tard, se'n publicaven tres al mes; el dia deu, vint i trenta. En canvi, des de l'any 1920 fins al final, la revista va reduir les publicacions a només una al mes. En total, es van publicar 840 números al llarg dels quaranta anys, i l'últim va ser publicat el febrer de 1931.
El preu de la revista, al començament, era de 20 cèntims el número. A partir de l'any 1920, va augmentar el preu a 1 pesseta. Als inicis de la publicació, l'idioma que predominava era el castellà, encara que hi apareixien sovint alguns articles i poesies en català. A partir dels anys vint, els textos en català van anar augmentant, tant en camps literaris com científics. El format de la revista era de 118 x 113 mm.

## Història

### Prehistòria
La Llei de policia d'impremta aprovada el 26 de juny de 1883 va obrir unes perspectives noves per a la publicació de diaris i revistes de signe i d'ideologia diferents dels que fins aquell moment havien estat habituals. Així, aparegueren al mercat, diaris i revistes d'ideologia liberal i anarquista o socialista, a més de les tradicionals i de pensament catòlic. Fins al 1936, a les revistes hi havia un component de formació literària o científica com a continuació de l'aprenentatge escolar, però acabada la Guerra Civil Espanyola, el caràcter de les revistes va passar a ser més de formació en el lleure, és a dir, independent de les tasques escolars.
D'aquesta manera, durant el període de la Restauració borbònica van néixer nombroses associacions als col·legis escolapis, les principals de les quals tenen una revista com a òrgan d'expressió. Entre les revistes que se situen a la categoria “publicades per associacions” s'hi troben el Boletín de la Academia Calasancia de las Escuelas Pías de Sabadell, La Veu de L'Àngel, Ave Maria, El Portaveu del Centre Obrer Calassanci, entre d'altres.
La Primera Associació de l'Academia Calassància va ser l'Escola Pia de Sabadell, fundada el 1886. L'Escola Pia, malgrat ser una institució de caràcter religiós que educa i forma cristians, en aquell moment tenia una preocupació social. A partir del 15 de juny del mateix any es va inaugurar la revista de l'Escola Pia de Sabadell que duia el nom “Boletín de la Academia Calasancia de las escuelas pias de Sabadell”, la qual tenia a Jaume Capdevila com a director. Dos anys més tard, al dia de Sant Tomàs d'Aquino, va tenir lloc l'acte inaugural de l'Acadèmia Calassància de Barcelona amb una missa de comunió i una sessió literària. Aquesta tenia l'objectiu de formar cristians per defensar la religió contra l'integrisme amb la paraula i la ploma, inspirant-se en les encícliques del Papa Lleó XIII.

### Naixement
El primer número de la revista Órgano de la Academia calasancia de las escuelas pías va aparèixer l'any 1891, tres anys després de la fundació de l'acadèmia. La publicació tenia la intenció de formar joves universitaris en l'art de la redacció d'articles i en tasques periodístiques. Eren uns objectius que compartia amb l'acadèmia calssància, la qual proporcionava la formació dels joves, especialment dels estudiants universitaris, en l'àmbit periodístic, acadèmic i de l'oratòria, d'acord amb les directrius de Lleó XIII. Per altra banda, la publicació tenia com a objectiu contribuir a la difusió dels principis cristians i a la defensa de les institucions eclesiàstiques. La revista també englobava temàtiques literàries, musicals, artístiques, històriques i científiques. Més endavant, la revista va publicar el suplement Biblioteca de autores griegos y latinos.
Es tracta d'una publicació destinada a una llarga vida, ja que va durar quaranta anys: no es va extingir fins al 1931, un any després que l'acadèmia cessés en les seves activitats.

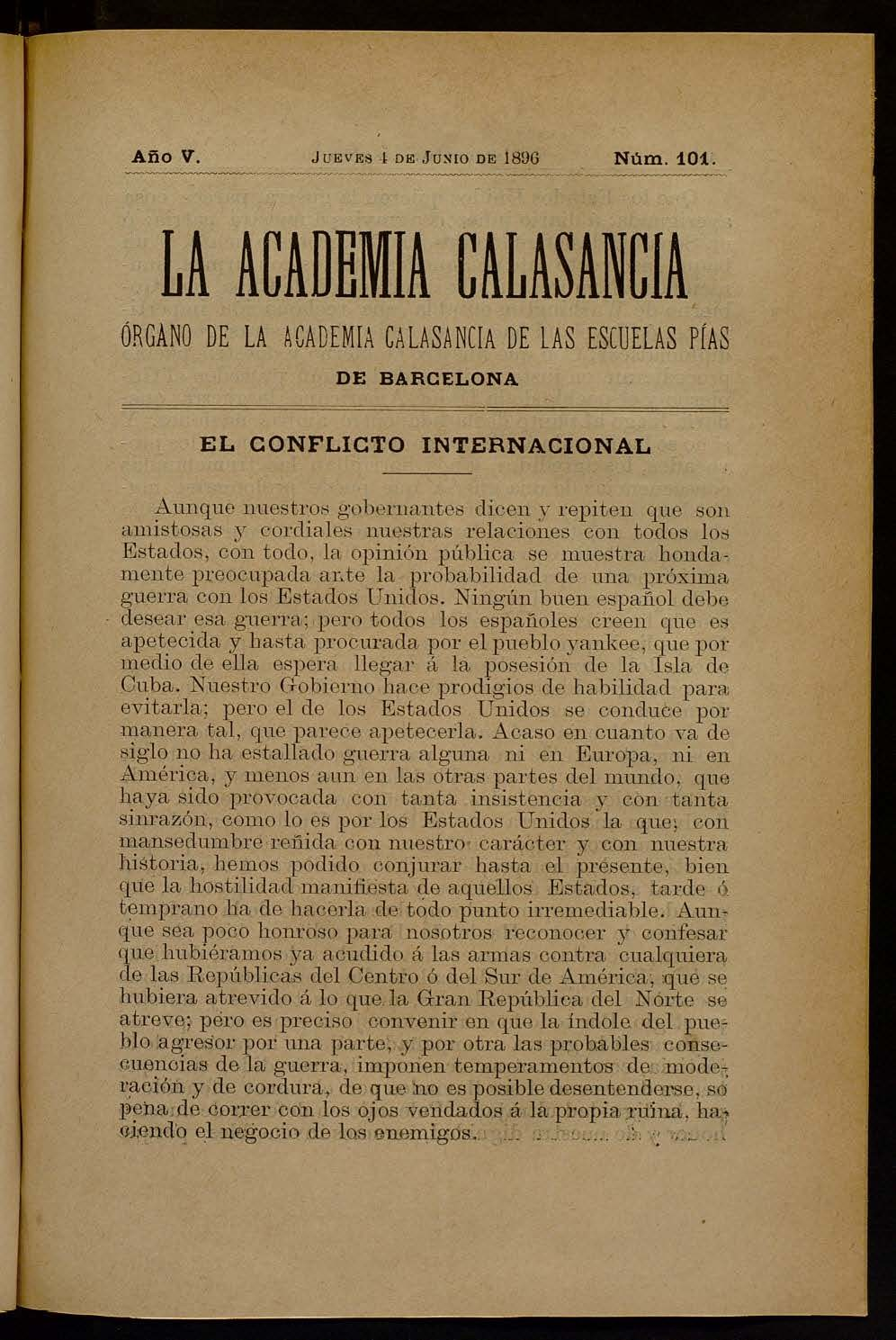
Portada del número 101

### Desenvolupament
Els membres de l'acadèmia eren joves i universitaris que es comprometien a viure cristianament. La majoria d'ells van anar abandonant l'acadèmia amb el pas dels anys, però d'altres van romandre tota la vida, com en Cosme Parpal i Marquès que morí sent-ne el president. L'acadèmia, tres anys després de ser creada, el 1889, va inaugurar una revista amb el mateix nom que l'entitat que funcionava com el seu altaveu. Es va publicar fins al 1931, englobant el camp religiós i científic alhora. El primer cos de redacció era format pel pare Eduard Llanas, Narcís Pla i Deniel, Rafael Marsà i Draper, Josep Puig d'Asprer, Arcadi Arquer, Josep M. Ventura i Joan Burgada i Julià.
Gràcies a les declaracions del fundador de la revista Eduard Llanas es poden conèixer els objectius i les funcions de la revista. Es coneixen a través d'una comunicació que va fer al Segon Congreso Católico Nacional i d'una sèrie d'articles amb el pseudònim O. S. a la seva revista (La Academia Calasancia) amb el títol «Cartes al joven Conrado sobre periodismo católico». Llanas defensa que «Cada tiempo tiene sus exigencias, y el nuestro exige un buen periodismo [ ... ]». De la mateixa manera que en un altre temps l'església fundava monestirs o creava institucions benèfiques, en aquell moment calia potenciar el periodisme catòlic. Segons Llanas, la premsa ha de defensar els interessos morals i religiosos, donar suport a la jerarquia i a les institucions eclesiàstiques i reivindicar la llibertat i la independència del pontífex romà. El fundador afirmava que per a mantenir un bon diari, calia un seguit de coses, començant per un capital fort, difícil d'aconseguir. És per això que l'escolapi s'inclinava envers les revistes, la redacció i la publicació de les quals tothom pot accedir i alternar amb altres activitats. La revista havia de ser educadora, i per això un dels objectius de Llanas en fundar l’Acadèmia Calasancia és, precisament, «ejercitar a los jóvenes en las tareas periodísticas [ ... ]».
La revista tenia la seva seu i administració a l'Escola Pia Sant Antoni fins a l'any 1909. La crema de l'edifici de l'Escola Pia de Barcelona durant la Setmana Tràgica va obligar a improvisar el curs 1909-1910. Les classes de batxillerat i la seu de la revista es van traslladar al passeig de Gràcia, 7. Finalment, l'any 1915 es van establir al carrer de la diputació, 277, on es van independitzar canònicament de la casa originària i d'aquesta manera, va néixer el Gol·legi de Nostra Senyora de l'Escola Pia.
A l'inici, la publicació de l'Acadèmia Calassància duia com a subtítol “Revista mensual órgano de la Academia Calasancia de las Escuelas Pías”. L'any 1910 es va canviar aquest subtítol per “revista católica decenal”.
Algunes de les seccions principals de la revista eren: la sección oficial, letras, notas de arte, la belleza y el arte, ciencias e industrias, social, revista de la quincena, árbol calasancio, la mala prensa, la buena prensa, vida escolar, etc.

### Edició de suplements
A partir de 1910, quan la publicació feia una periodicitat mensual i comptava amb tres números al mes, la revista va començar a regalar als seus abonats el suplement “Biblioteca de autores griegos y latinos” (BAGL), en el qual s'oferien traduccions directes del grec i del llatí, tant d'autors pagans com cristians. La BAGL va ser la primera col·lecció de textos bilingües o plurilingües a Espanya i va aparèixer a conseqüència del desenvolupament cultural, tècnic i social del país. Oferia traduccions literals i literàries d'autors com Horaci, Píndar, Sòfocles i alguns Pares de l'Església com Sant Joan Crisòstom i Sant Basili. Els directors d'aquest suplement eren els catedràtics de la Universitat de Barcelona Lluís Segalà i Estalella i Cosme Parpal i Marquès.
Es va dur a terme el projecte en plena reconstrucció de l'escola que havia sigut incendiada, a causa de la Setmana Tràgica, el juliol de 1909. Va ser llavors quan va sorgir la iniciativa del director de l'Acadèmia del moment, Cosme Parpal, un catedràtic de Filosofia Fonamental de la Universitat de Barcelona i membre de la Reial Acadèmia de Bones Lletres que va dur a terme el projecte de la BAGL per tal de popularitzar la literatura grecollatina, oferint alguns textos que encara no comptaven amb traducció a les llengües peninsulars i recuperant-ne alguns d'existents.
La BAGL estava formada per entregues mensuals que rebien el nom de "quaderns" que solien constar de setze pàgines. Alguns d'aquests quaderns constituïen una obra completa, però d'altres formaven un llibre si s'enquadernaven com a tal i, fins i tot, es venien a posteriori en aquest format. Per tant, el que regalava mensualment l'Acadèmia Calassància als seus abonats era un quadern dels volums de la BAGL que formava una col·lecció a mesura que s'anaven publicant. Es tractava d'un sistema habitual en les revistes del segle xix.
Van ser nombroses les ressenyes de l'època sobre la BAGL. La majoria d'elles destacaven la periodicitat mensual dels quaderns i el seu interès patriòtic i cultural. També comentaven el prestigi cultural dels seus directors, de l'editor i dels que hi col·laboren, i es valorava l'abast "popular" dels quaderns al tractar-se d'edicions econòmiques dirigides a totes les classes socials, especialment dels grans nuclis urbans, ja que era allà on es concentrava el nombre més gran de lectors. No obstant això, la BAGL no només es difonia entre les classes econòmicament menys afavorides, sinó que també eren burgesos, artesans o assalariats que rebien mensualment la seva remuneració.
La BAGL també es podia trobar a l'estranger; a països com París, Lisboa, Buenos Aires i l'Havana. En definitiva, es tractava d'un producte cultural de qualitat adquirible per a tothom.
La BAGL va servir, fins i tot, de mitjà de captació de subscriptors, ja que en regalar als abonats de la revista, l'oferta captava a un nombrós públic. A més a més, l'anunci del pròxim lliurament, provocava un sentiment d'impaciència al lector. 
L'última obra de la BAGL va aparèixer el 1917.

### Final
La revista es va deixar de publicar el 1931, concretament al mes de febrer. La falta de dades durant la Segona República fa pensar que la fi va ser a causa de la desaparició progressiva de totes les associacions que existien a l'Escola Pia, ja que la situació politicoreligiosa no era pas favorable a mantenir-les. D'aquesta manera, la fi de l'acadèmia va suposar la de la revista.
Posteriorment, al Col·legi de Nostra Senyora es va portar la iniciativa de restaurar l'Acadèmia Calassància en moltes ocasions. Va ser una agrupació d'antics alumnes de l'escola sense una finalitat gaire concreta fora de la literària qui ho va intentar, més que la mateixa acadèmia. Així doncs, setze anys més tard, es va tornar a publicar la revista com a butlletí d'antics alumnes de Nostra Senyora, Tanmateix, va durar poc temps, només dos anys; des del 1947 fins al 1949 amb un total de 17 números.

## Directors i col·laboradors

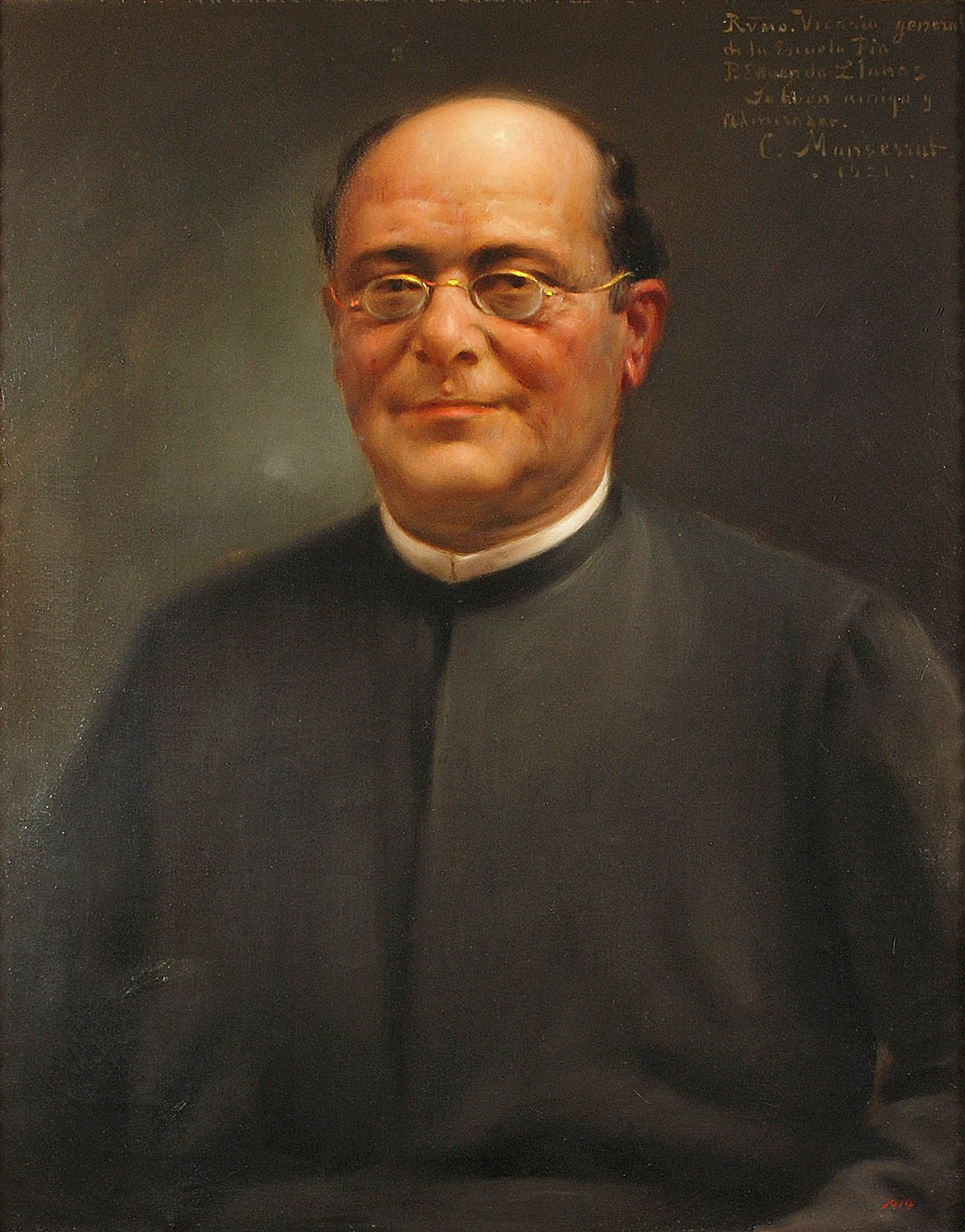
Eduardo Llanas (1847-1904)

El fundador de la revista va ser Eduardo Llanas. Hi havia altres membres que hi participaven freqüentment que no necessàriament havien de ser antics alumnes: era una entitat oberta a tothom interessat en la cultura. La revista era l'eina de comunicació que utilitzaven des de l'acadèmia per difondre les activitats relacionades amb la vida cultural, acadèmica i religiosa en l'entorn de l'escola pia i Barcelona que organitzaven.
El professor i historiador Cosme Parpal, fou successor en la direcció de Llanas l'any 1903 i va ser qui més temps la dirigí. Tanmateix, no havia tingut cap relació prèvia acadèmica amb l'Escola Pia.

## Fragment
Fragment de la secció oficial del Órgano de la Academia Calasancia de las Escuela Pías de Barcelona. Es tracta de la publicació número 197 del dijous 7 de juny de 1900 que mostra un escrit de Cosme Parpal, el substitut del fundador de la revista Eduardo Llanas juntament amb Jaime Trabal i Martorell, el president de la revista. En aquest fragment es fa un comunicat als estudiants de l'acadèmia sobre el nomenament de tres nous acadèmics. D'altra banda, la junta directiva de l'acadèmia convida als socis de l'entitat a participar en la celebració del dia de Corpus.

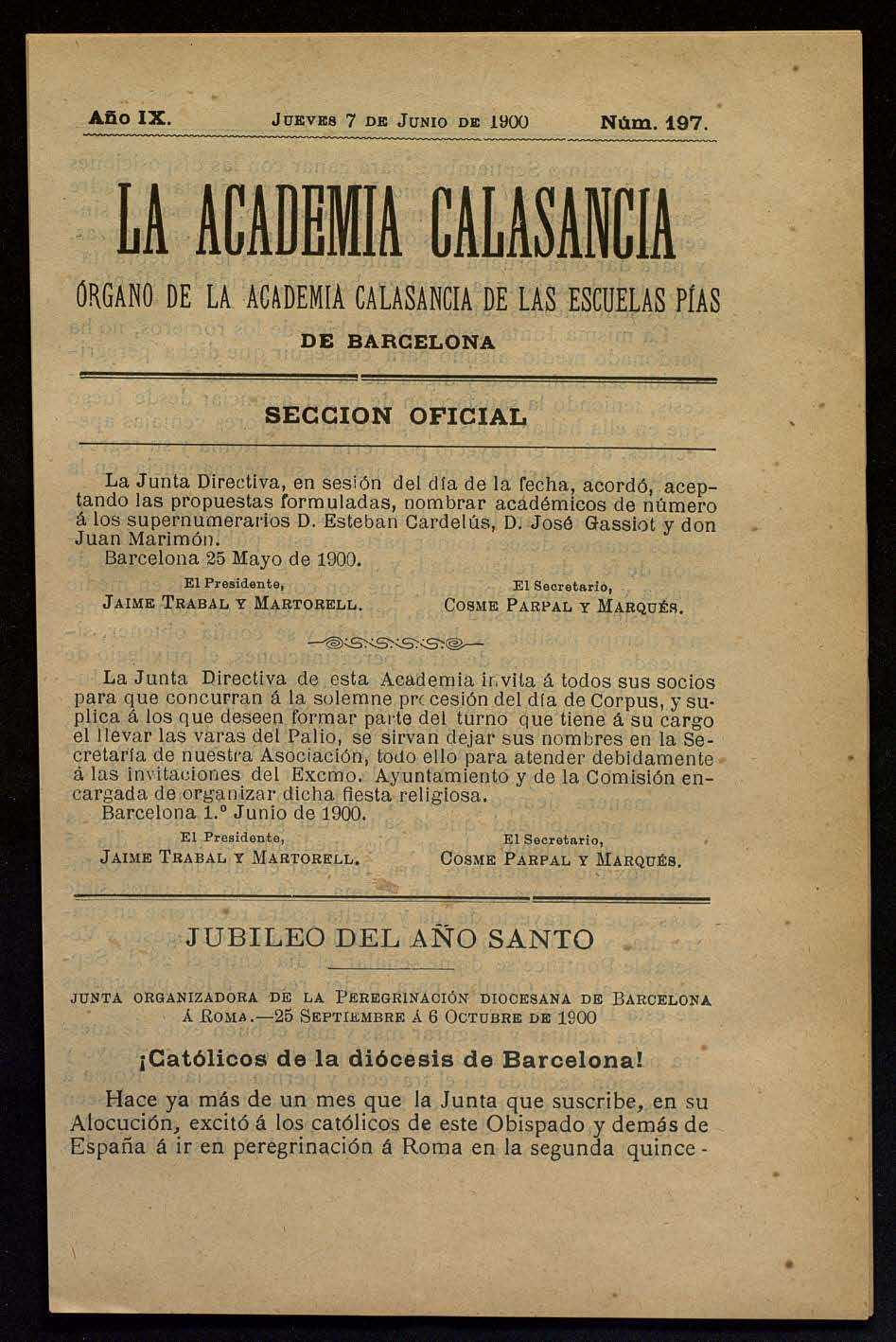
Portada del número 197 de la revista

«La Junta Directiva, en sesión del día de la fecha, acordó, aceptando las propuestas formuladas, nombrar académicos de número a los supernumerarios D. Esteban Cardelús, D. José Gassiot y don Juan Marimón».
Barcelona, 25 de maig de 1900.
«La Junta Directiva de esta Academia invita a todos sus socios para que concurran a la solemne procesión del dia de Corpus, y suplica a los que deseen formar parte del turno que tiene a su cargo el llevar las varas del Palio, se sirvan dejar sus nombres en la Secretaría de nuestra Asociación, todo ello para atender debidamente a las invitaciones del Excmo. Ayuntamiento y de la Comisión encargada de organizar dicha fiesta religiosa».
Barcelona, 1 de juny de 1900.
«El Presidente, Jaime Trabal y Martorell i el Secretario, Cosme Parpal y Marqués».